# Bolsterlang
Bolsterlang é um município da Alemanha, situado no distrito de Oberallgäu, no estado da Baviera. Tem 20,33 km² de área, e sua população em 2019 foi estimada em 1.135 habitantes.